# Guilford (Connecticut)
Guilford es un municipio (en inglés, town) ubicado en el condado de New Haven, Connecticut, Estados Unidos. Según el censo de 2020, tiene una población de 22 073 habitantes.

## Geografía
La localidad está ubicada en las coordenadas 41°20′21″N 72°42′22″O / 41.33917, -72.70611 (41.339032, -72.70609).

## Demografía
Según la Oficina del Censo, en 2007 los ingresos medios de los hogares de la localidad eran de $90 026 y los ingresos medios de las familias eran de $104 852. Según el censo de 2000, los hombres tenían unos ingresos medios de $60 623 frente a $40 307 para las mujeres. Los ingresos per cápita para la localidad eran de $37 161. Alrededor del 3.1% de la población estaba por debajo del umbral de pobreza.
De acuerdo con la estimación 2016-2020 de la Oficina del Censo, los ingresos medios de los hogares de la localidad son de $108 243 y los ingresos medios de las familias son de $124 235. Los ingresos per cápita en los últimos doce meses, medidos en dólares de 2020, son de $62 243. Alrededor del 2.9% de la población estaba por debajo del umbral de pobreza.

## Gobierno
El municipio está gobernado por una junta de cinco miembros (Board of Selectmen), conformada por un miembro asalariado full-time (First Selectman) y cuatro miembros asalariados part-time.